# Acquasanta Terme
Acquasanta Terme település Olaszországban, Marche régióban, Ascoli Piceno megyében. Lakosainak száma 2494 fő (2023. január 1.). Acquasanta Terme Arquata del Tronto, Ascoli Piceno, Montegallo, Roccafluvione és Valle Castellana községekkel határos.

## Népesség
A település népességének változása:
| Lakosok száma | 2855 | 2785 | 2494 |
|               | 2017 | 2018 | 2023 |